# 小谷村立小谷小学校
小谷村立小谷小学校（おたりそんりつ おたりしょうがっこう）は、長野県北安曇郡小谷村にある公立小学校。

## 概要
学校運営にあたり、過疎化と高齢化が進むなかで地域と学校、村民と子供たちがより密接につながるよう「村民の学校」と位置づけ、運営の骨子が組まれている。

## 歴史
2006年（平成18年）4月1日、南小谷小学校、中土小学校、北小谷小学校の統廃合により開校した。3校を統合して1校にする、という事から、統合に当たってはいくつかの委員会が組織されて計画が進んだ。敷地選定委員会では、南北に長い村全体から20箇所の候補地を挙げ、それぞれの条件を比較検討し、現在の小谷中学校南に位置する農地が建設場所に決定された。
1979年（昭和54年）に統合・開校した小谷村立小谷中学校が設置される際には、村内を2分するほどの激しい誘致が行われ、結果的に村民感情にしこりを残してしまったという過去があるが、人口が4,000人を切って行われた今回の統合では、大きな村民感情のもつれは発生しなかった。この背景には、スクールバスの運行計画など、行政的効率化や経済性、中学校を含む千国地区を『教育ゾーン』とする学校運営上の教育的効果なども含めたうえで、村民の多くが生活する南部地域に建設されることが暗黙のうちに肯定されていた観がある。
その後建設地が決まると組織された学校建設委員会では、通常の教育関係者、学校関係者、有識者のほか一般村民から公募で委員が募集され、組織された。小谷村は元来より中信地方を営業圏とする設計事務所に設計業務の発注を行ってきたが、小谷小学校建設の際には、建設委員会からの強い要望もあり、文教施設では実績の多い、神奈川県の「湯澤建築設計研究所」に設計業務を指名した。

## 歴代校長
- 初代： 峰岸節子（2006.4 - 2008.3）
- 2代 ： 五十川崇（2008.4 - 2010.3 ）
- 3代 ： 三ツ井仁（2010.4　-2013.3　）
- 4代 ： 高田正樹（2013.4　- 2016.3　）
- 5代 ： 松尾　修（2016.4　-2020.3 ）
- 6代  ：中村恭之 （2020.4   -           ）

初代峰岸校長は旧姓松澤で小谷村島地区出身。2008年3月までの2年間を校長として勤め、退官した。2代五十川校長は大学の教育課程を修了して教職に就いた初任地が、小谷中学校だった。

## 校歌
- 作詞：谷川俊太郎
- 作曲：谷川賢作

## 交通アクセス
- 最寄駅はJR東日本大糸線千国駅。